# Thamnophilus tenuepunctatus
Thamnophilus tenuepunctatus là một loài chim trong họ Thamnophilidae.